# Тьенан (Франция)
Тьена́н (фр. Thiénans) — коммуна во Франции, находится в регионе Франш-Конте. Департамент — Верхняя Сона. Входит в состав кантона Монбозон. Округ коммуны — Везуль.
Код INSEE коммуны — 70501.

## География
Коммуна расположена приблизительно в 330 км к юго-востоку от Парижа, в 32 км северо-восточнее Безансона, в 20 км к юго-востоку от Везуля.
Вдоль южной границы коммуны протекает река Оньон.

## Население
Население коммуны на 2010 год составляло 85 человек.
| 1962 | 1968 | 1975 | 1982 | 1990 | 1999 | 2010 |
| ---- | ---- | ---- | ---- | ---- | ---- | ---- |
| 34   | 41   | 48   | 59   | 59   | 68   | 85   |

## Администрация
| Период | Период | Фамилия             | Партия | Примечания |
| ------ | ------ | ------------------- | ------ | ---------- |
| 2001   | 2004   | Кристин Миндиковски |        |            |
| 2004   | 2014   | Колет Бопретр       |        |            |

## Экономика

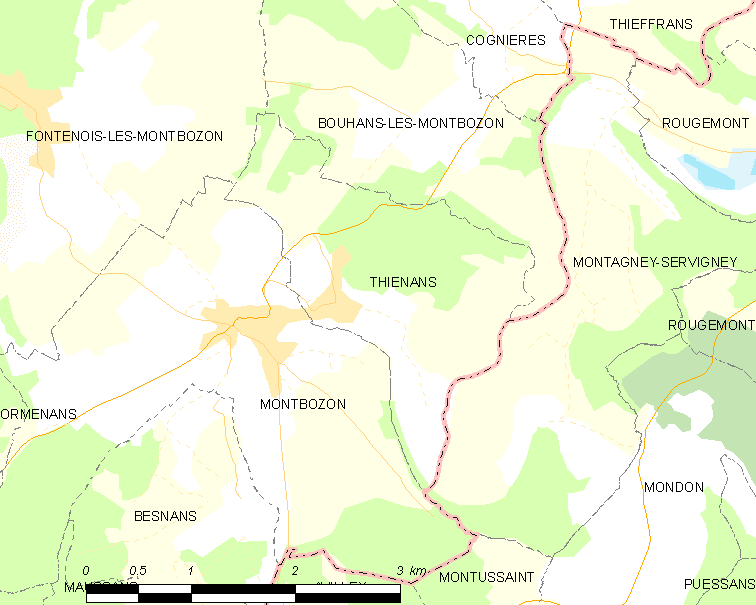
Карта коммуны

В 2010 году среди 45 человек трудоспособного возраста (15—64 лет) 35 были экономически активными, 10 — неактивными (показатель активности — 77,8 %, в 1999 году было 57,1 %). Из 35 активных жителей работали 34 человека (16 мужчин и 18 женщин), безработным был 1 мужчина. Среди 10 неактивных 4 человека были учениками или студентами, 5 — пенсионерами, 1 был неактивным по другим причинам.